# Premier de Tokio 2014
El Toray Pan Pacific Open 2014 es un torneo de tenis jugado en canchas duras al aire libre. Es la 31.ª edición del Toray Pan Pacific Open, y parte de la Serie Premier del WTA Tour 2014. Se llevará a cabo en el Coliseo Ariake de Tokio, Japón, del 15 al 22 de septiembre de 2014.

## Cabeza de serie

### Individual
| Tenista              | Ranking | Preclasificada |
| Angelique Kerber     | 8       | 1              |
| Caroline Wozniacki   | 9       | 2              |
| Ana Ivanovic         | 10      | 3              |
| Jelena Janković      | 11      | 4              |
| Sara Errani          | 12      | 5              |
| Dominika Cibulková   | 13      | 6              |
| Lucie Šafářová       | 15      | 7              |
| Carla Suárez Navarro | 18      | 8              |

### Dobles
| Tenista                               | Ranking | Preclasificada |
| Sania Mirza Cara Black                | 14      | 1              |
| Květa Peschke Katarina Srebotnik      | 19      | 2              |
| Alla Kudryavtseva Anastasia Rodionova | 30      | 3              |
| Garbiñe Muguruza Carla Suárez Navarro | 37      | 4              |

## Campeonas

### Individual Femenino
Ana Ivanović venció a  Caroline Wozniacki por 6-2, 7-6(2)

### Dobles Femenino
Cara Black /  Sania Mirza vencieron a  Garbiñe Muguruza /  Carla Suárez Navarro por 6-2, 7-5